# Arapaima gigas
Arapaima gigas, auch einfach Arapaima genannt, ist ein sehr groß werdender Süßwasser-Knochenfisch aus der Familie der Arapaimidae. Er erreicht gewöhnlich eine Gesamtlänge von 2 Meter. Die FAO gibt als erreichbare Länge mehr als 3 m und ein Körpergewicht von mehr als 200 kg an, Bezerra et al. nennen 3 m und 200 kg in natürlicher Umgebung und bezeichnen die Art als größten beschuppten Fisch der Welt. Manchmal wird eine maximale Gesamtlänge von 4,5 m genannt. Die erste Erwähnung dieser Länge geht auf Schomburgk, 1841 zurück (in Gudger, 1943), basierend auf Erzählungen Einheimischer, dass der Fisch eine Länge von 4,5 m und ein Gewicht von etwa 180 kg erreichen kann. Eine solche Länge ist vielleicht nicht übertrieben, das Körpergewicht könnte für ein Individuum dieser Größe aber unterschätzt sein.

## Merkmale
Diese Fischart hat einen länglichen, fast zylindrischen Körper. Der flache Kopf ist im Verhältnis zum Körper klein, auf ihm befinden sich 58 Knochenplatten unterschiedlicher Größe, die Oberfläche des Kopfes scheint verziert. Am hinteren Ende der Knochenplatten befinden sich jeweils 6 bis 8 Poren, beim Männchen wird daraus eine schleimige Substanz abgesondert. Der schräg verlaufende obere Teil des Mauls ist groß, der Unterkiefer vorgestreckt, die Zunge knöchern. Der Körper ist mit großen, körnigen Cycloidschuppen bedeckt, die aus dickeren Schichten von Kollagenfasern bestehen. Die Art hat eine grünlich-graue, gold schimmernde Grundfärbung, auf dem Körper befinden sich orange Flecken. Der Bauch ist weiß. Einige Flossen haben manchmal rote Ränder, die Schwanzflosse (Caudale) ist intensiv rot. Die Schuppen sind rot umrandet.
Nach dem Holotypus sind die Rückenflosse (Dorsale) und die Afterflosse (Anale) nur durch den kurzen Schwanzstiel von der Schwanzflosse getrennt. Die Schwanzflosse hat insgesamt 17 Flossenstrahlen. Bei einem in das Brantas Flussgebiet (Indonesien) eingeschleppten bzw. einem erstmals im Paraná Flussgebiet (Brasilien) aufgefundenem Exemplar zählten die Autoren in den relativ kleinen, an den Seiten nahe des Kopfes sitzenden Brustflossen (Pectorale) 1 Stachel- und 11 Weichstrahlen und in der abgerundeten Schwanzflosse 19 bzw. 18 geteilte Flossenstrahlen. Wirbel wurden insgesamt 83 gezählt. Beim Holotypus sitzen auf dem Oberkiefer 26 Zähne, der Unterkiefer ist mit 30 Zähnen in 2 bis 2,5 Reihen bezahnt. Das Tier vom Paraná weicht davon ab, dort sitzen die Zähne im Unterkiefer in einer Reihe.

## Verbreitung und  Lebensweise
Diese Art kommt ursprünglich im tropischen Südamerika, im Amazonasbecken vor. Bevorzugt werden Tieflandregionen die saisonalen Änderungen von Trockenheit und Überschwemmungen ausgesetzt sind. Arapaima gigas lebt hauptsächlich in Weißwasserflüssen in den Überschwemmungsgebieten des Amazonasbecken und im Várzea Tiefland einschließlich überschwemmtem Wald, in Seen und küstennahen Einzugsgebieten. In der Regel erstreckt sich der Lebensraum bis zu den ersten größeren Stromschnellen oder Wasserfällen eines Flusses. In Mexiko, Indonesien und den Philippinen wurde die Art eingeschleppt.
In frühen Lebensphasen scheint sich Arapaima gigas bevorzugt von wirbellosen Wassertieren zu ernähren. Adulte Tiere sind im Wesentlichen Fischfresser, dabei ist die Beute eher klein und zahlreich.

Anatomische Zeichnungen des Arapaima gigas, Special Collections of the University of Amsterdam, 1829

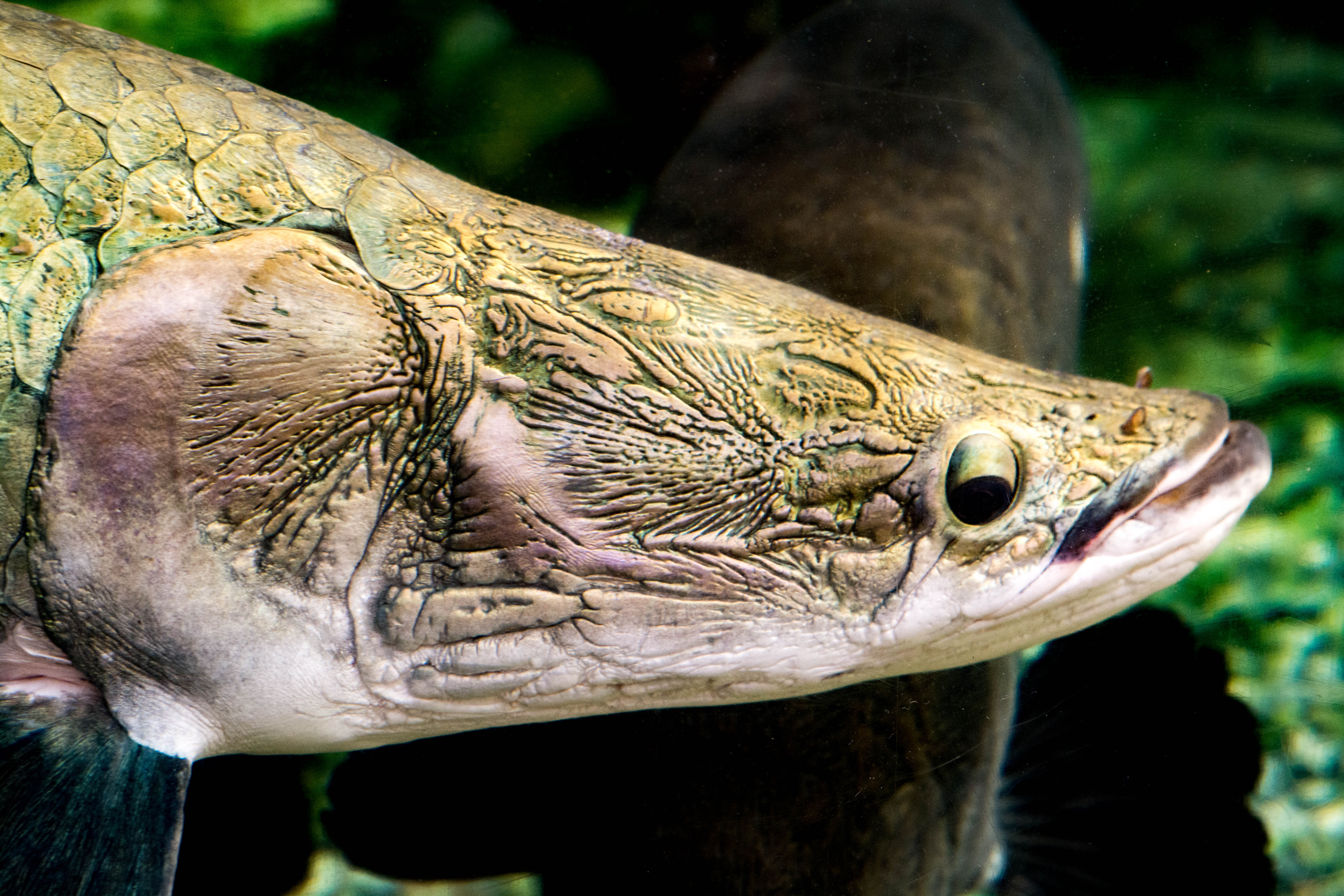
Kopf eines Arapaima gigas

Arapaima gigas muss im Durchschnitt alle 15 Minuten an die Oberfläche steigen, um Luft zu schnappen. Etwa 90 % des benötigten Sauerstoffs werden durch diese Atmung aufgenommen. Seine Schwimmblase ist mit vielen Blutgefäßen versehen und mit der Speiseröhre verbunden. Sie dient ihm als primitive Lunge, um zusätzlichen Sauerstoff aus der Luft zu entnehmen, wenn der Wasserstand in seinem Wasserraum fällt. Die Eigenschaft Luft zur Atmung aufzunehmen verschafft der Art in sauerstoffarmen Gewässern einen Vorteil gegenüber anderen Arten.

### Fortpflanzung
Wie viele andere Fischarten hat der Arapaima paarige Fortpflanzungsorgane, von denen jeweils nur immer eins von den Partnern aktiv zur Fortpflanzung genutzt wird. Seine relativ großen, etwa 2,5 bis 3 mm durchmessenden Eier legt der Arapaima gigas in eine selbst gegrabene, bis zu 50 Zentimeter durchmessende und 15 Zentimeter tiefe Grube des sandigen Flussbodens. Die Elterntiere bewachen das Gelege bis zum Schlupf der Jungen; den Hauptteil dieser Arbeit übernimmt das Männchen. Danach sammeln sich die Jungfische, angelockt durch ein Drüsensekret um das Maul des Männchens, ins Maul des Männchens gelangen sie jedoch nicht. Die Jungfische ernähren sich vor allem von Garnelen und bleiben nahe dem Kopf des Männchens, wobei ihnen die dunklere Färbung als Orientierung dient.

## Systematik
Arapaima gigas wurde 1822 von dem Schweizer Zoologen Heinrich Rudolf Schinz unter dem Namen Sudis gigas erstbeschrieben. 1868 synonymisierte Albert Günther in seinem Katalog der Fische des British Museum (Natural History) ohne detaillierte Analyse oder Begründung drei weitere Arten der Gattung mit Arapaima gigas, wodurch Arapaima monotypisch wurde. Erst 2013 revalidierte der amerikanische Ichthyologe Donald J. Stewart zwei der Arten und beschrieb eine weitere neu.
Arapaima gigas ist die Typusart der Gattung Arapaima Müller, 1843.

## Gefährdung und Schutzmaßnahmen
Aufgrund fehlender Bestandszahlen und nicht bekannter Gefährdungen wird Arapaima gigas von der IUCN seit 1996 in der Kategorie „ungenügende Datenlage“ (Data Deficient) geführt. Eine Aktualisierung ist erforderlich. Die Art ist in Anhang II des Washingtoner Artenschutzübereinkommens aufgeführt, was mit Handelsbeschränkungen einhergeht.

## Nutzung

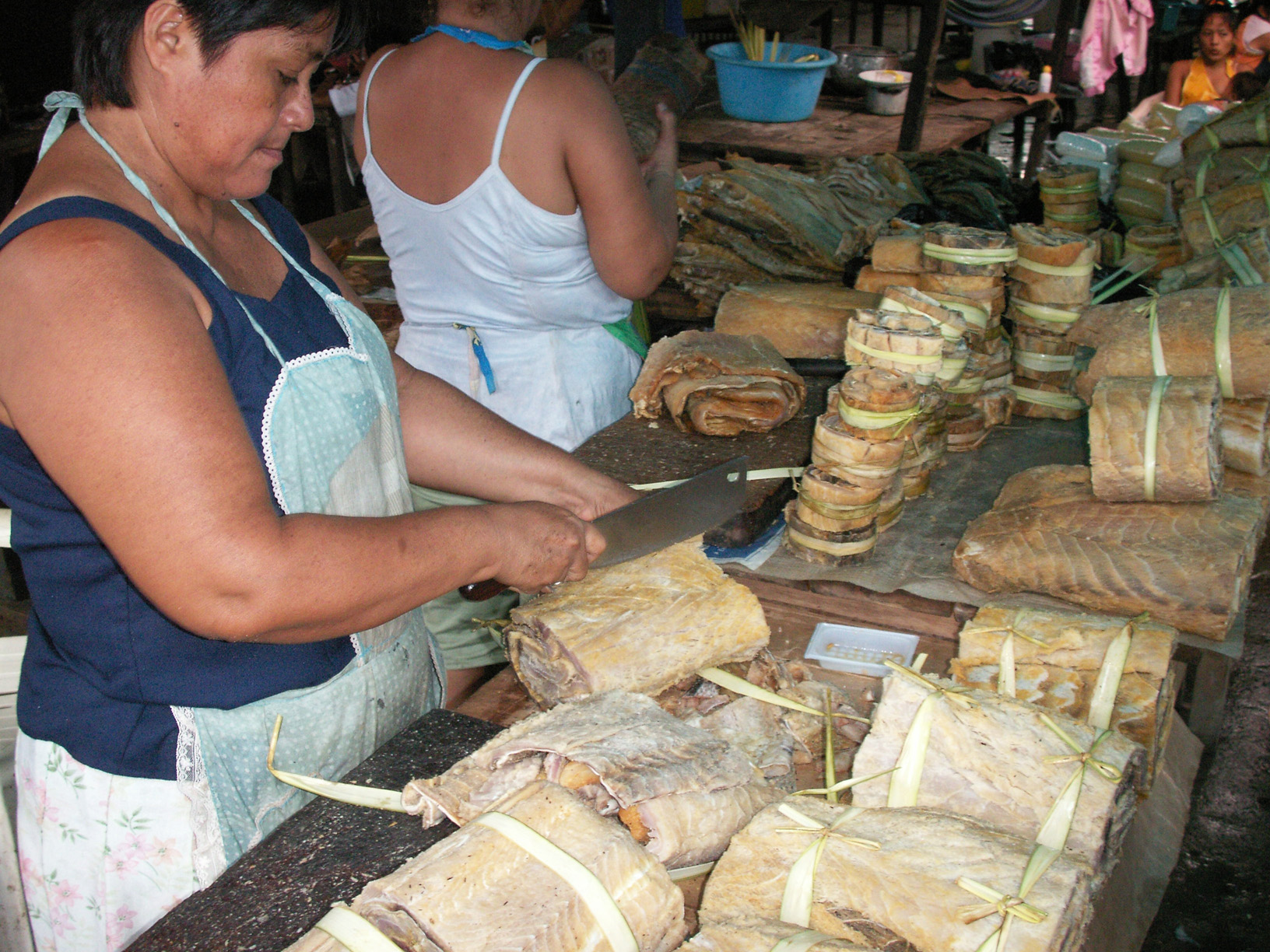
Verkauf von Arapaima-Fleisch auf dem Markt in Belén in Iquitos, Peru

Die dort lebenden Menschen nutzen ihn als Speisefisch und stellen ihm mit Pfeil und Bogen nach. Sein sehr fettiges Fleisch ist lachsrot. Getrocknet und gesalzen wird es auf den dortigen Märkten verkauft. Aufgrund des roten Fleisches wird er in Brasilien „Piraruca“ (Roter Fisch) genannt. Es werden Versuche zur Zucht dieser Art unternommen, der Ertrag ist aber noch begrenzt, 2012 wurde er auf einige hundert Tonnen geschätzt. Jungfische können in Gefangenschaft bis zu ein Kilogramm pro Monat zulegen, schlachtreif sind die Fische mit 14 bis 15 Kilogramm.

## Parasiten
Der Arapaima wird von einer Vielzahl von Parasiten befallen. In Aquakulturen können sie große wirtschaftliche Schäden verursachen, zudem sind einige Arten Erreger von Zoonosen.

### Protozoen
Seit seiner Erstbeschreibung waren die Krankheiten des Arapaima, auch seine Parasitenfauna, über ein Jahrhundert hinweg kaum Gegenstand der Forschung. Das änderte sich erst mit der wachsenden wirtschaftlichen Bedeutung des Fisches in der Aquakultur. Während die Wurmfauna des Arapaima mittlerweile gut erforscht ist, gibt es nur wenige Veröffentlichungen zu seinen parasitären Einzellern.
- Calyptospora sp. (Myxozoa: Calyptosporidae): der Parasit befällt die Leber und die Bauchspeicheldrüse und verursacht schwere Läsionen, er kann bis zu 85 % des Gewebes dieser Organe ersetzen. Von zwölf aus Brasilien in die Vereinigten Staaten importierten etwa 10 bis 15 cm messenden juvenilen Arapaimas, die nach wenigen Wochen beim Importeur oder dessen Kunden (einem privaten Halter und zwei Schauaquarien) verendet waren, wurden sieben einer Nekropsie unterzogen. Sechs von ihnen wiesen in der Leber zahlreiche Oozysten auf, die mit Sporozysten und Sporozoiten gefüllt waren und 15 bis 33 % des Organvolumens einnahmen. Es wird vermutet, dass der Lebenszyklus des Parasiten ein Krebstier wie eine Garnele als Zwischenwirt und Arapaima als Endwirt umfasst.[14]
- Ichthyophthirius multifiliis Fouquet, 1876 (Ciliophora: Ichthyophthiriidae): als Verursacher der Weißpünktchenkrankheit einer der wichtigsten Krankheitserreger in Süßwasseraquaristik und Teichwirtschaft.[15]
- Piscinoodinium pillulare (Schäperclaus, 1954) (Dinoflagellata: Oodiniaceae): einer der Erreger der Samtkrankheit, die in Süßwasseraquaristik und Teichwirtschaft eine große Bedeutung hat.[15]
- Trichodina heterodentata Duncan, 1977 (Ciliophora: Trichodinidae): diese Wimpertieren ernähren sich unter normalen Bedingungen von Bakterien, Algen und Schwebstoffen. Bei hohen Wassertemperaturen, überhöhtem Nährstoffgehalt und hoher Besatzdichte in Aquakulturen können sie Haut und Kiemen der Fische schädigen und eine hohe Sterblichkeit verursachen.[16]

### Metazoen

#### Fadenwürmer (Nematoda)
- Goezia spinulosa (Diesing, 1839) (Nematoda: Anisakidae): im Magen[17]
- Hysterothylacium sp. (Nematoda: Anisakidae): Larven des dritten Stadiums wurden bei 98 % juveniler Arapaimas einer Fischfarm in Rio Preto da Eva, Bundesstaat Amazonas, Brasilien in Magen und Darm nachgewiesen. Die Arten haben zoonotisches Potential.[18][15]
- Ascaria serrata Drasche, 1884 (Nematoda: Ascarididae): Magen[17]
- Camallarus tridentatus (Drasche, 1884) (Nematoda: Camallanidae): Magen und Darm[17]
- Gnathostoma gracilis (Diesing, 1838) (Nematoda: Gnathostomidae): Magen[17]
- Philometra senticosa Baylis, 1927 (Nematoda: Philometridae): Schwimmblase[17]
- Polyacanthorhynchus macrorhynchus (Diesing, 1856) (Nematoda: Polyacanthorhynchidae): Darm[17]

#### Bandwürmer (Cestoda)
- Nesolectihus janickii Poche, 1922 (Platyhelminthes: Cestoda: Amphilinidae): Körperhöhle[17]
- Schizochoerus liguloideus (Diesing, 1850) (Platyhelminthes: Cestoda: Amphilinidae): Körperhöhle[17]

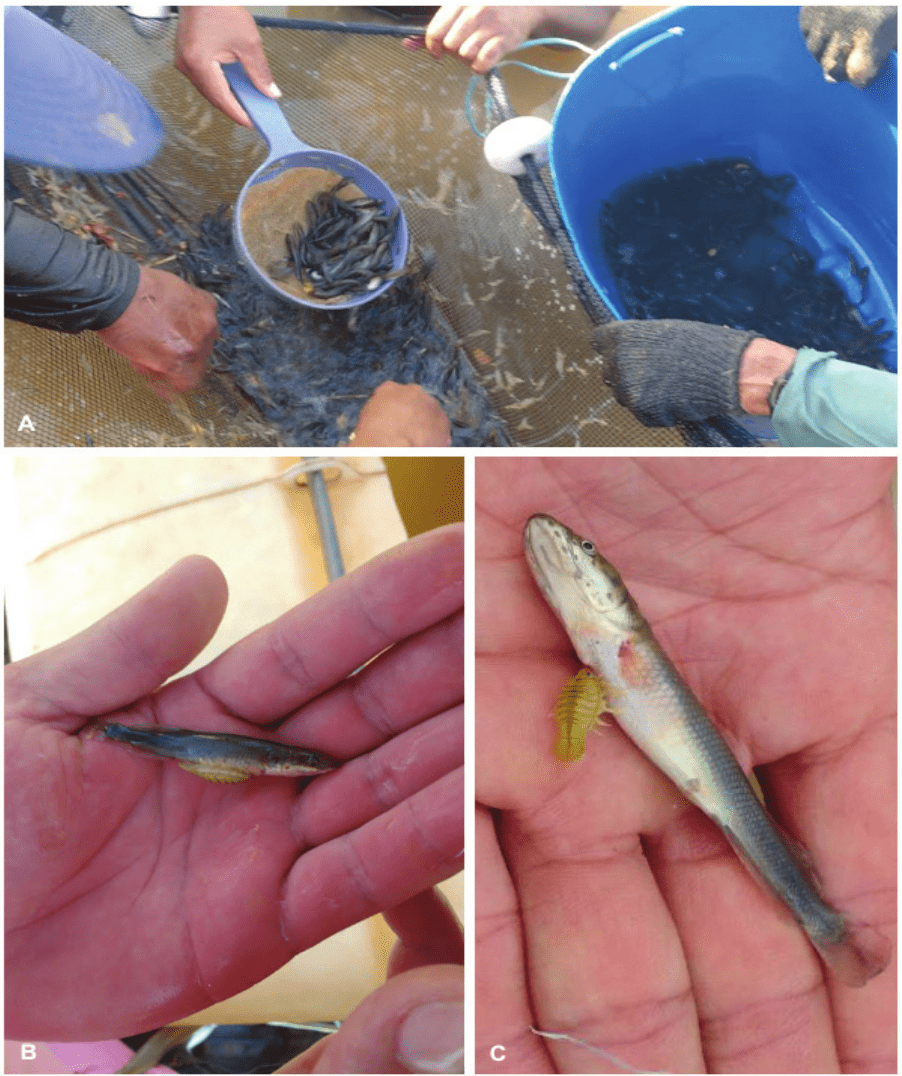
Jungfische von Arapaima gigas mit Befall durch Braga nasuta

#### Hakensaugwürmer (Monogenea)
- Dawestrema cycloancistrioides Kritsky, Boeger & Thatcher, 1985 (Platyhelminthes: Monogenea: Ancyrocephalidae): Kiemen[19]
- Dawestrema cycloancistrium Price & Nowlin, 1967 (Platyhelminthes: Monogenea: Ancyrocephalidae): Kiemen[14]

#### Saugwürmer (Trematoda)
- Caballerotrema brasiliense Prudhoe, 1960 (Platyhelminthes: Trematoda: Caballerotrematidae)[15]

### Gliederfüßer (Arthropoda)

#### Höhere Krebse (Malacostraca)
Braga nasuta Schioedte & Meinert, 1881 (Isopoda: Cymothoidae): diese bis 25 mm lange Assel wurde als Ektoparasit von 10 bis 15 cm langen Jungfischen in einer Aquakultur in Brasilien nachgewiesen. Braga nasuta heftet sich an die Bauchseite der Fische, im Bereich der Brustflossen und des Anus. Über die unmittelbare Schädigung hinaus können die Wunden zu Sekundärinfektionen durch Bakterien, Viren und Pilze führen.